# 柏氏中喙鯨
布氏中喙鯨或柏氏中喙鯨（學名Mesoplodon densirostris），旧称布兰氏喙鲸，也名钝喙鲸，大西洋喙鲸，热带喙鲸和瘤齿喙鲸，似乎是中喙鯨屬中分布最廣泛的物種，也是本屬唯一已有確實海中觀測研究資料者。已知經常傳出目擊記錄的地點至少有三處：夏威夷歐胡島外海、南太平洋社會群島外海、與巴哈馬東北部。其種名源自拉丁文的densus（意為「厚」或「密」）與rostrum（意為「嘴喙」）。

## 基本資料：
其他俗名：
- 英：Dense Beaked Whale、Atlantic Beaked Whale、Tropical Beaked Whale
- 法：Baleine à bec de Blainville
- 西：BALLENA DE PICO DE BLAINVILLE、ZIFIO DE BLAINVILLE

出生時身長體重：2m、60kg
最大身長體重紀錄：雄-4.4m、800kg以上；雌-4.6m、至少1,000kg
壽命：未知

## 外型特徵
柏氏中喙鯨的體型寬厚而粗壯，背鰭小，呈三角形或鐮刀形，大約位於身長2/3處。嘴喙長度中等，額隆外觀上較小而扁平。嘴部曲線特殊，先是水平往後延伸，至中段急劇高起呈一圓弧狀。成年雄鯨在下顎隆起處有2顆大型牙齒，末端略微突出，會往前傾斜越過上顎。牙齒上常附著有成串的鵝頸藤壺。
背部與身體側面皆為深藍灰色，至腹部轉為淺灰色。頭部可能呈淺褐色，上脣與下顎邊緣為淺灰色。牠們身上常有許多橢圓形傷痕，特別是在生殖器附近，可能是遭雪茄鮫咬傷。成年雄鯨身上常有白色長條擦傷痕跡。

## 分布

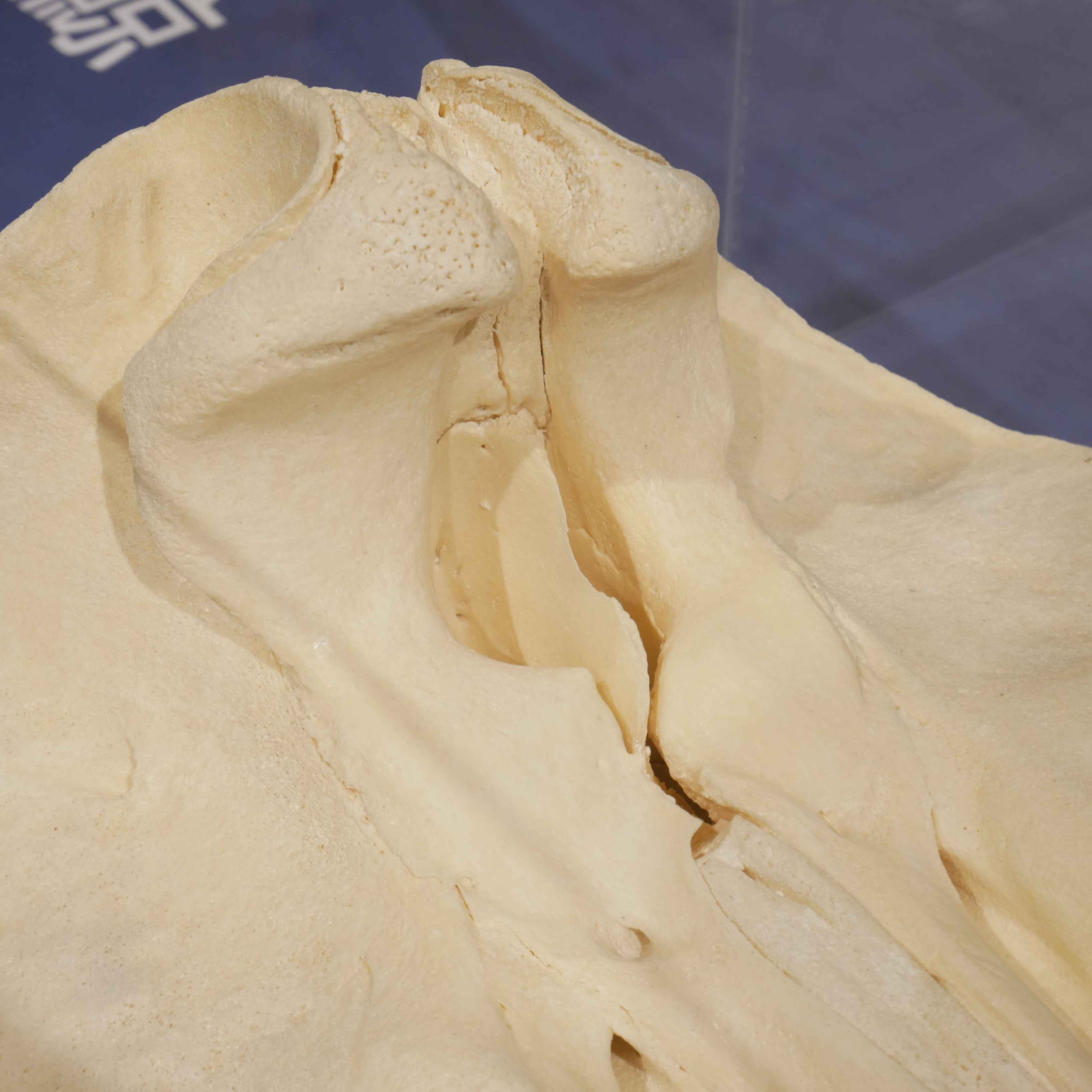
噴氣孔

柏氏中喙鯨廣泛分布於各大洋熱帶與暖溫帶海域，偶爾會進入高緯度海域，原因可能與暖流有關，例如北大西洋的墨西哥灣流（Gulf Stream）與非洲南部的厄加勒斯洋流（Agulhas Current）。已知的擱淺記錄有：
- 北大西洋：加拿大的諾瓦斯科西亞、冰島、英國、美國東岸、巴哈馬、葡萄牙、西班牙、法國。
- 北太平洋：夏威夷、日本、加州南部、台灣。
- 南大西洋：巴西、南非。
- 南太平洋：智利中部、澳洲的塔斯馬尼亞州、紐西蘭北部。

尚無證據顯示牠們有季節性的移動或遷徙。柏氏中喙鯨經常在500至1,000公尺深的大陸坡或深層海溝出現。

## 習性、生殖、食性
柏氏中喙鯨多以3至7頭的小群體出現。通常會緩慢浮至海面，先是嘴喙突出水面，接著出現不明顯的噴氣，以15-20秒的間隔浮出水面數次後，會進行20-45分鐘的深潛。牠們主要以魷魚和小型魚類為食。對其生殖狀況了解甚少。

## 現狀
柏氏中喙鯨偶爾會被捕殺，但從未成為主要捕鯨對象。2000年3月在巴哈馬有數頭個體擱淺，確實原因不明，由於該海域不久前曾舉行過海軍演習，部分學者認為可能與聽覺系統受損有關。

## 保护
- 中国国家重点保护动物等级：二级